# فن رانست
فن رانست (هلندی: Van Ranst) سوارکار اهل بلژیک است. از افتخارات وی میتوان به کسب مدال طلا در بازی‌های المپیک تابستانی ۱۹۲۰ اشاره کرد.